# El Paraíso (paroisse civile)
Pour les articles homonymes, voir El Paraíso.
El Paraíso est l'une des quatre paroisses civiles de la municipalité de Sucre dans l'État de Trujillo au Venezuela. Sa capitale est El Paraíso.